# Sigitas Geda
Sigitas Geda (născut Sigitas Zigmas Geda), (n. 4 februarie 1943, Municipalitatea Districtului Lazdijai⁠(d), Lituania – d. 12 decembrie 2008, Vilnius, Lituania) a fost un poet lituanian, traducător, dramaturg, eseist, critic și membru al mișcării de independență lituaniană, Sajudis, și membru al parlamentului lituanian, Seimas. 

## Viața

### Primii ani
Sigitas Geda s-a născut la 4 februarie 1943 în satul Paterai, districtul Lazdijai din Lituania, părinții săi fiind Zigmas Geda și Aleksandra Gedienė. El a fost al patrulea din cei șapte copii ai acestora. 

### Educație și carieră
În 1961, a terminat liceul Veisiejai. Sigitas Geda a studiat la Facultatea de Istorie și Filologie a Universității Vilnius, unde s-a specializat în limba și literatura lituaniană.  Colecția sa Pėdos (Urme de pași) a fost publicată în 1966.
În 1967, a lucrat pentru săptămânalul Kalba Vilnius, iar din 1967 până în anul 1975 în redacția revistei Mūsų gamta (Natura noastră), dar a fost demis din cauza activității politice. Între 1988 - 1990 a fost Secretar al Uniunii Scriitorilor Lituanieni. Din 1992 a fost editor al săptămânalului Šiaurės Atėnai (Atena Nordului).
Sigitas Geda a fost, de asemenea, o figură principală în Mișcarea de susținere a Perestroikăi  sau Sąjūdis (în lituaniană Lietuvos Persitvarkymo Sąjūdis - LPS). O perioadă, Geda s-a retras din viața publică în Lituania independentă din cauza disprețului său față de corupție și lupte.
A decedat la 12 decembrie 2008 (la vârsta de 65 de ani), în Vilnius și a fost înhumat în cimitirul Antakalnis.
Poezia lui Geda a fost tradusă în limba engleză de Kerry Shawn Keys. 
În poezia lui Geda există o legătură constantă între ceea ce exista în preistorie și astăzi; o căutare a memoriei mitice universale, o dezvăluire a vechii literaturi lituaniene, a poeziei orientale, arta medievală, biblia, mitologiile antice. Pământul, spațiul și omul sunt percepuți ca parteneri egali, cântând un cântec al vieții. Poezia sa este despre reînnoirea constantă a lumii, iar subiectul liric se schimbă în mod constant, fiind transformat, în același timp, în mai multe fragmente de timp și spațiu: este la fel de important pentru mit, istorie și experiența zilnică personală. Încercând să înțeleagă geneza limbajului, cuvintele și fenomenele individuale, Geda experimentează cu limba, folosind metafore sexuale. Poetul în mod constant surprinde cititorii cu înțelepciune și pricepere.

## Premii
1982 - Premiul Festivalului Primăvara poeziei (Poezijos pavasaris).
1994 - Premiul Național Lituanian 
1998 - Premiul Adunării Baltice pentru Literatură, Arte și Știință. 
2002 - Premiul Uniunii Scriitorilor Lituanieni (Lietuvos rašytojų sąjungos premija) pentru colecția de poezii Sokratas kalbasi su vėju (Socrate vorbește cu vântul).
2003 - Marea Cruce a Ordinului de Merit din Lituania (Ordino „Už nuopelnus Lietuvai“ Didysis kryžius) prin decretul nr. 2042.